# Jean Terrasson
Jean Terrasson (auch: Abbé Terrasson; * 31. Januar 1670 in Lyon; † 15. September 1750 in Paris) war ein französischer Kulturphilosoph und Mitglied der Académie française.

## Leben und Werk
Jean Terrasson entstammte einer angesehenen Lyoner Familie. Zwei seiner Brüder wurden als Oratorianer berühmte Prediger. Er selbst wurde ebenfalls in Paris Oratorianer, verlegte sich dann aber auf Mathematik und Naturwissenschaft und war ab 1707 Mitglied der Académie des sciences. 1713 übernahm er eine Erzieheraufgabe, die ihn mehr mit dem klassischen Altertum in Verbindung brachte. Als Ergebnis publizierte er 1715 eine Homerkritik, die Aufsehen erregte.
1720 übernahm er am Collège Royal den Lehrstuhl für griechische und römische Philosophie und veröffentlichte 1731 den philosophischen Roman Sethos, der ins Englische und zweimal ins Deutsche übersetzt wurde (von Christoph Gottlieb Wend und Matthias Claudius). Der Roman brachte Ägypten in Mode und war eine der Quellen von Mozarts Oper Die Zauberflöte. Die Académie française wählte ihn 1732 auf den Sitz Nr. 12. Zum Dank machte er sich an die Übersetzung der Weltgeschichte Diodors. Weitere Arbeiten erschienen postum. Er starb 1750 im Alter von 80 Jahren.

## Werke

### Autor
- Dissertation critique sur l’Iliade d’Homère, où, à l’occasion de ce poème, on cherche les règles d’une poétique fondée sur la raison et sur les exemples des anciens et des modernes. 2 Bde. Paris 1715. Addition 1716. Genf 1971.
  - (englisch) A critical dissertation upon Homer’s Iliad. London 1722–1725.
- Mémoire pour servir à justifier la Compagnie des Indes, contre la censure des casuistes qui la condamnent. 1720.
- Sethos. Histoire ou vie tirée des monuments anecdotes de l’ancienne Egypte. 3 Bde. Paris 1731, 1767, 1794, 1813.
  - (englisch) The life of Sethos. London 1732.
  - (italienisch) Setosi, storia. Venedig 1734.
  - (deutsch) Abriß der wahren Helden-Tugend, oder Lebens-Geschichte des Sethos, Königes in Egypten. Hamburg 1732–1737. (übersetzt von Christoph Gottlieb Wend)
  - (deutsch) Geschichte des egyptischen Königs Sethos. Breslau 1777–1778. (übersetzt von Matthias Claudius)
- La philosophie applicable à tous les objets de l’esprit et de la raison. Ouvrage en refléxions détachées. Paris 1754.
  - (deutsch) Des Abtes Terrassons Philosophie nach ihrem Einflusse auf alle Gegenstände des Geistes und der Sitten. Berlin 1756–1762. (übersetzt von Luise Adelgunde Victorie Gottsched)
- (postum) Traité de l’infini créé. Hrsg. Antonella Del Prete. Champion, Paris 2007.

### Übersetzer
- (Übersetzer) Histoire universelle de Diodore de Sicile. 7 Bde. Paris 1737–1744. (Diodor)
- (Übersetzer, postum) Nicolas Chorier: Nouvelle traduction du Mursius, connu sous le nom d’Aloïsia ou de l’Académie des dames. 1775.